# Шерстюк, Иван Никитович
Иван Никитович Шерстюк (укр. Іван Микитович Шерстюк; 12 сентября 1925 — 26 марта 1995) — советский и украинский учёный-экономист. Кандидат экономических наук (1972), профессор (1991). Заведующий (1980—1993) и профессор кафедры политической экономии (с 1991 года — экономической теории) Украинской юридической академии. Участник Великой Отечественной войны.

## Биография
Иван Шерстюк родился 12 сентября 1925 года в селе Суворовское, Усть-Лабинский район Северо-Кавказского края РСФСР. С 1942 по 1945 год, служа в рядах Красной армии, Иван Никитович принимал участие в боях на Закавказском фронте Великой Отечественной войны, в звании рядового командовал башней. За участие в войне был удостоен ордена Отечественной войны и ряда медалей.
Высшее образование Шерстюк получил в Харьковском государственном университете имени А. М. Горького, который окончил в 1957 году по специальности «экономическая география». С 1957 по 1973 год Иван Никитович последовательно работал на должностях лектора Харьковского планетария, референта харьковской областной ячейки общества «Знание» и ассистента на кафедре марксизма-ленинизма Харьковского медицинского института.
Начиная с 1973 года и вплоть до своей смерти, Иван Никитович трудился на кафедре политической экономии Харьковском юридическом институте имени Ф. Э. Дзержинского (с 1990 — Украинская юридическая академия), последовательно занимал должности старшего преподавателя и доцента. В 1980 году И. Н. Шерстюк возглавил эту кафедру. В 1991 году кафедра возглавляемая Шерстюком была переименована в кафедру экономической теории, а ещё через два года он оставил должность заведующего кафедрой и стал профессором кафедры. Также, работая в вузе, некоторое время, возглавлял общество ветеранов Великой Отечественной войны.
Иван Никитович Шерстюк скончался 26 марта 1995 года. Был кремирован, его пепел хранится в колумбарии на Втором городском кладбище Харькова.

## Научная деятельность

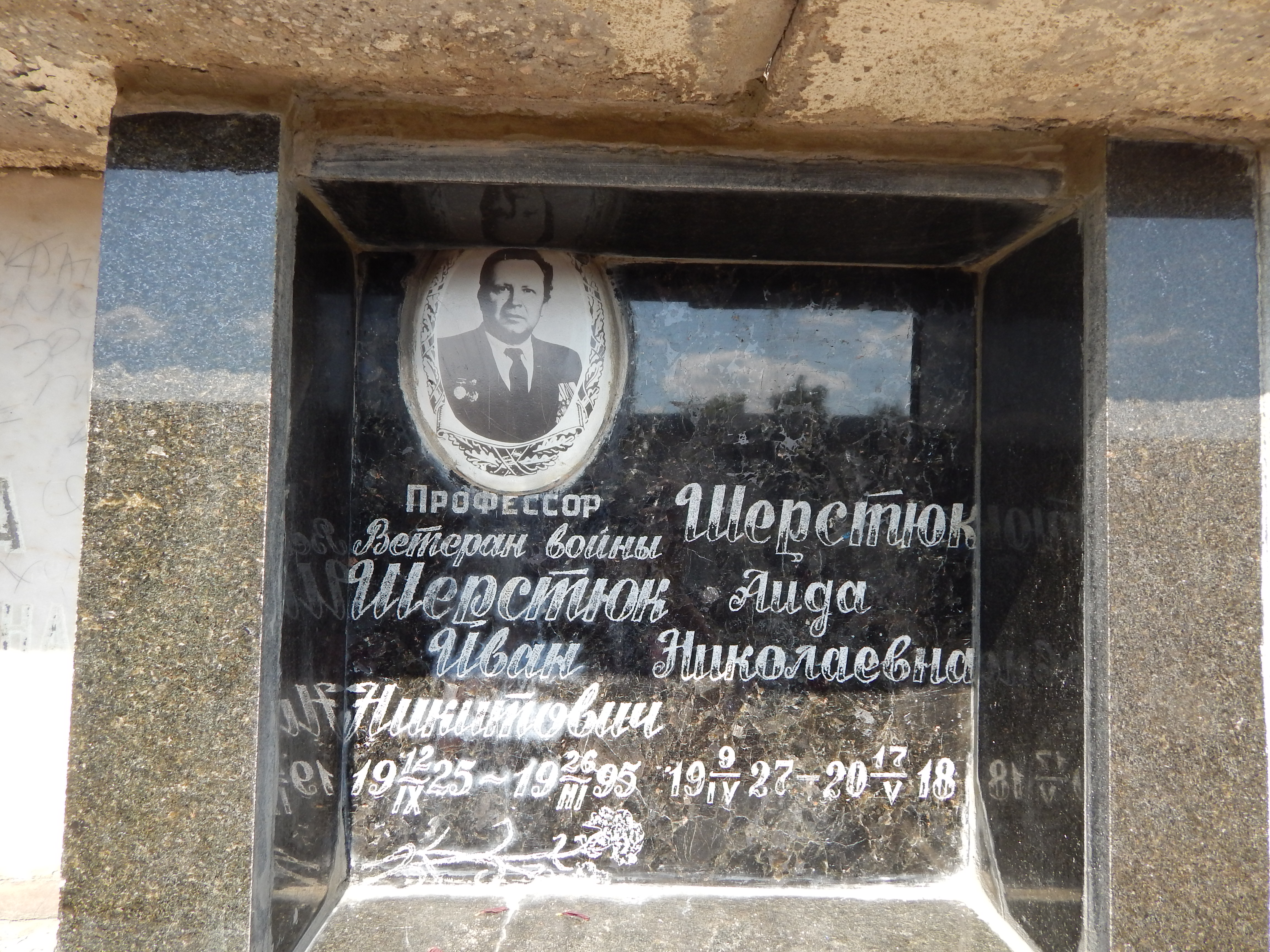
Табличка в колумбарии

Иван Никитович занимался исследованием следующих проблем экономики — теоретические аспекты материальной заинтересованности рабочих, формирование эффективного хозяйственного механизма и развитие рыночной экономики.
В 1971 году в Харьковском государственном университете имени А. М. Горького И. Н. Шерстюк защитил диссертацию по теме «Материальная заинтересованность и её в развитии общественного производства при социализме» на соискание учёной степени кандидата экономических наук. Научным руководителем данной работы выступил доцент И. Э. Бейлис, а официальными оппонентами — профессор Д. З. Коровяковский и доцент А. М. Шекшуев. Во второй половине 1970-х годов ему было присвоено учёное звание доцента, а в 1991 году — профессора.
И. Н. Шерстюк стал автором и соавтором более чем 70 опубликованных научных работ. Среди его трудов основными считаются: «Материальная заинтересованность как экономическая категория» (1971), «Интеграционные процессы в экономике и их влияние на функционирование хозяйственного механизма» (1983) и «Проблемы интенсификации общественного воссоздания в условиях ускорения экономического и социального развития страны» (1989).